# Frants Buhl

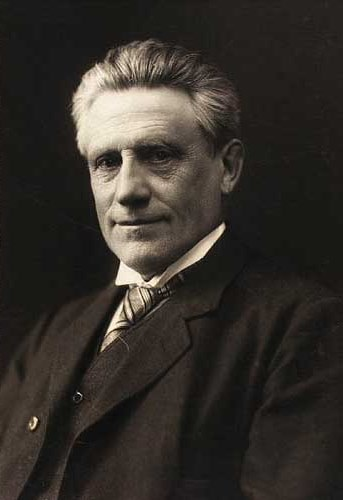
Frants Buhl

Frants Peder William Meyer Buhl (Copenaghen, 6 settembre 1850 – Hillerød, 24 settembre 1932) è stato un orientalista e biblista danese.

## Gioventù

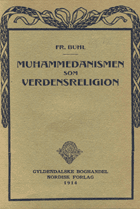
Copertina di Muhammedanismen som Verdensreligion, (Maomettanismo come religione mondiale, 1914)

Buhl studiò nell'Università di Copenaghen (Universität Kopenhagen) in cui dal 1880 al 1890 fu professore di "Studi antico-testamentari". Ricevette poi una chiamata dall'Università di Lipsia (Universität Leipzig), in cui rimase fino al 1898 per tornare poi a Copenaghen, dove fu professore di "Lingue semitiche" fino alla sua morte. Nell'Anno Accademico 1911/12 fu Rettore di questo Ateneo.
Buhl è stato un collaboratore della 13ª edizione (1915) del Dizionario ebraico e aramaico dell'Antico Testamento di Wilhelm Gesenius. Per la Biblia Hebraica di Rudolf Kittel curò l'edizione del Libro dei Salmi e del Libro di Ester (pubblicati rispettivamente nel 1930 e nel 1935). Nel suo articolo Dichtkunst bei den Israeliten (Arte poetica presso gli israeliti) per l'"Enciclopedia della Chiesa protestante e la sua teologia“ (vol. 4, 1898) trattò del genere letterario della poetica biblica, sotto il profilo della critica delle forme. Il suo Kanon und Text des Alten Testaments apparso nel 1891 in tedesco e nel 1892  tradotto in inglese da John Macpherson è una delle sue opere più rilevanti. In lingua danese ha scritto tra l'altro Den gammeltestamentlige Skriftoverlevering (trad. tedesca 1885, trad. inglese 1892), Det israelitiske Folks Historie (1892, 8ª ristampa 1936) e Muhammeds Liv ("La vita di Muhammad“, 1903, più volte ristampato).
Buhl è stato socio dal 1900 della Accademia reale danese delle Scienze. Nel 1899 è stato insignito del Ordine del Dannebrog.